# یلنا بوریسنکو

یلنا بوریسنکو (ارمنی: Ելենա Բորիսենկո؛ انگلیسی: Yelena Borisenko؛ ۲۷ ژوئیهٔ ۱۹۷۳) یک بازیگر اهل ارمنستان است. وی از سال ۲۰۰۵ میلادی تاکنون مشغول فعالیت بوده‌است.

## زندگی‌نامه
وی در ۲۷ ژوئیه ۱۹۷۳ در ایروان به دنیا آمد . 

## گزیده فیلمشناسی
از فیلم‌ها یا برنامه‌های تلویزیونی که وی در آن نقش داشته‌است می‌توان به وروگایت، خواهر آبل، مادر جایگزین   اشاره کرد. 